# Landschapscomplex Trang An
Het Landschapscomplex Trang An is een werelderfgoed in Vietnam aan de zuidelijke oever van de Rode rivierdelta. Dit landschap bestaat uit kalkstenen karstpieken doortrokken met valleien, waarvan er sommige onder water liggen. De valleien zijn omgeven door steile, vrijwel verticale kliffen.
De verkenning van enkele van de hoogste, over het landschap verspreide hoogtegrotten, leverde archeologische sporen op van menselijke activiteit daterend van bijna 30.000 jaar geleden. Zo werd aangetoond dat deze bergen bewoond werden door jager-verzamelaars en hoe zij zich aanpasten aan de klimatologische en ecologische veranderingen sinds de laatste ijstijd.
In dit gebied ligt ook Hoa Lu (in de tiende en elfde eeuw de hoofdstad van Vietnam); ook zijn er tempels en pagodes te vinden. Trang An kent ook rijstveldlandschappen waar zich dorpen en heilige plaatsen bevinden.
Complex van Huémonumenten · Hạ Longbaai · Oude stad Hội An · Heiligdom My Son · Nationaal park Phong Nha-Kẻ Bàng · Centrale sector van de Keizerlijke stad van Thăng Long · Landschapscomplex Trang An